# Фундулис, Яннис
Яннис Фундулис (греч. Γιάννης Φουντούλης; род. 25 мая 1988, Хиос) — греческий ватерполист, игрок сборной Греции. Серебряный призёр летних Олимпийских игр 2020 года, серебряный призёр чемпионата мира 2023 года, двукратный бронзовый призёр чемпионатов мира 2015 и 2022 годов, серебряный призёр Средиземноморских игр 2018 года, бронзовый призёр 2013 года. Участник четырёх Олимпийских игр (2012, 2016, 2020 и 2024 годов).

## Карьера
На клубном уровне Яннис играл с 2009 по 2019 годы за «Олимпиакос», с которым выиграл девять титулов чемпиона Греции. После этого два года проработал в Венгрии с «Ференцварошем» из Будапешта, затем вновь вернулся в Пирей.
В 2012 году на летних Олимпийских играх в Лондоне Яннис играл в составе сборной Греции. В пяти матчах группового этапа он забил десять голов, в том числе пять в ворота Казахстана, но это не помогло Греции преодолеть групповой раунд.
На Средиземноморских играх 2013 года в Турции в составе сборной стал бронзовым призёром. На чемпионате мира в Казани в 2015 году Яннис в составе национальной сборной завоевал бронзовую медаль.
В 2016 году принял участие в летних Олимпийских играх в Бразилии. Греция на том турнире вышла в четвертьфинал, где уступила итальянцам. В ходе турнира Яннис забил четырнадцать гола.
В 2018 году Фундулис в составе сборной Греции по водному поло стал серебряным призёром Средиземноморских игр, которые состоялись в испанской Таррагоне.
В 2021 году принимал участие в летних Олимпийских играх в Токио, где греки неожиданно дошли до финала, уступив в решающем матче сербам и завоевали серебряные медали. В составе греческой сборной играл Фундулис. На церемонии закрытия Яннис был знаменосцем олимпийской сборной Греции.
В 2022 году на чемпионате мира в Будапеште сборная Греции уступила итальянцам в полуфинале. Матч за третье место греки выиграли у Хорватии со счетом 9:7, а Фундулис стал двукратным призёром чемпионатов мира. Год спустя на чемпионате мира в Фукуоке греки обыграли Черногорию со счетом 10:9 в четвертьфинале и сербов со счетом 13:7 в полуфинале. В финальном матче против Венгрии потребовалась серия пенальти, в которой венгры были сильнее. В феврале 2024 года на чемпионате мира в Дохе греки проиграли в четвертьфинале итальянцам со счетом 10:11, Яннис играл и в той сборной.
На Олимпийских играх 2024 года в Париже Фундулис и сборная Греции уступили сербам со счетом 11-12 в четвертьфинале. По итогам всего турнира греки заняли пятое место.